# Irkabtum
Irkabtum Jamhad uralkodója volt az i. e. 17. században (középső kronológia). Rokonsága bizonytalan, talán elődje, Níkmepa idősebb fia, és bátyja utódjának, III. Jarimlímnek. Másik lehetőség szerint Ammitakumon keresztül II. Jarimlím unokája. Ez utóbbi esetben talán nem Jamhad, hanem Mukis uralkodója volt.
Az alalahi levéltár alapján e korban Jamhad irányította a térség üzleti életét. Ebben az időben tirkai zsoldosok is szerepet kaptak a jamhadi hadseregben. Irkabtum idején kezdődnek a konfrontációk a friss anatóliai állammal, a Hettita Birodalommal (a KBo 12,14 számú hettita dokumentum valószínűleg őt említi). Ez ahhoz vezetett, hogy Jamhad hagyományos ellenfele, Katna megerősödött az észak-szíriai régióban. Jamhad elvesztette Karkemist és Alalahot, mivel az utóbbi város vezetésével létrejött a független Mukis Ammitakum vezetésével.
A helyzetet nehezítette a frissen indoló népmozgás: a szemiták újabb törzsei, a habiruk első ismert említései Irkabtum korából származnak. A habiruk városával, Szemumával az alalahi szuverén már szerződést kötött.